# Schlechteranthus
Schlechteranthus är ett släkte av isörtsväxter. Schlechteranthus ingår i familjen isörtsväxter.
Kladogram enligt Catalogue of Life:
| Schlechteranthus | \| \| Schlechteranthus hallii \| \| \| \| \| \| Schlechteranthus maximiliani \| \| \| \| |
|                  | \| \| Schlechteranthus hallii \| \| \| \| \| \| Schlechteranthus maximiliani \| \| \| \| |
|                  | Schlechteranthus hallii                                                                  |
|                  |                                                                                          |
|                  | Schlechteranthus maximiliani                                                             |
|                  |                                                                                          |